# Trooping the Colour

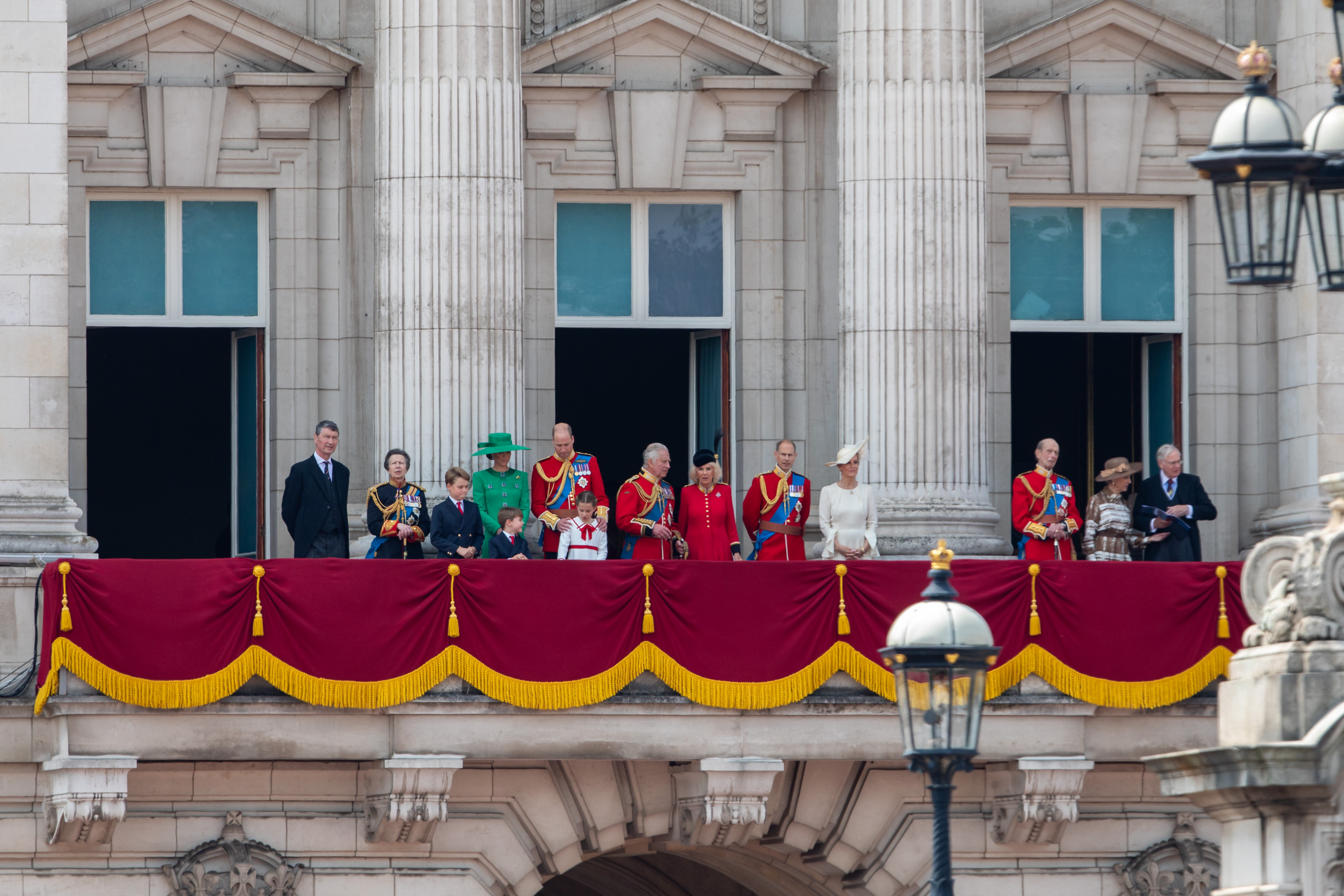
La famiglia reale al Trooping the Colour 2023, il primo di re Carlo III

Il Trooping the Colour ("Sfilata della bandiera") è una cerimonia effettuata dai reggimenti del Commonwealth e del British Army. È una tradizione della fanteria britannica risalente al XVII secolo, le cui origini sono ancora più antiche. Sui campi di battaglia infatti le bandiere del reggimento erano utilizzate come punto di raccolta per i soldati nella confusione del combattimento. Di conseguenza, per facilitarne il riconoscimento, gli alfieri marciavano di fronte alle truppe schierate con le bandiere spiegate.  
Dal 1748 il Trooping the Colour ha anche segnato i festeggiamenti per il compleanno del Sovrano del Regno Unito. Si tiene a Londra ogni anno il secondo sabato di giugno presso la Horse Guards Parade di St James's Park,  e coincide con la pubblicazione della Birthday Honours List.  La cerimonia è trasmessa in diretta dalla BBC nel Regno Unito e viene trasmessa anche in Germania, Austria e Belgio e in live streaming su BritBox sia negli Stati Uniti che in Canada. Nella parata del 2018, Associated Press ha fornito lo streaming live dell'evento agli spettatori di tutto il mondo sul canale YouTube della rivista Time e sulla pagina Facebook del quotidiano britannico The Telegraph. Nel 2019, la BBC ha rilevato le trasmissioni online tramite il suo canale YouTube, fornendo un feed in diretta delle sue trasmissioni televisive per la seconda trasmissione internazionale dell'evento.

## Compleanno del sovrano
Nel Regno Unito, Trooping the Colour è anche conosciuto come King's Birthday Parade (o Queen's Birthday Parade nel caso di una regina). Ha segnato il compleanno del sovrano dal 1748 e si svolge ogni anno dal 1820 (tranne in caso di maltempo, periodi di lutto e altre circostanze eccezionali). Dal regno di Edoardo VII, il sovrano saluta i reggimenti di persona. Fu Edoardo VII a spostare Trooping the Colour alla sua data di giugno, a causa dei capricci del clima britannico (il suo vero compleanno era a novembre). Dal 1979 al 2017 si è sempre tenuto il sabato che cade tra l'11 e il 17 giugno; tuttavia, nel 2018 si è tenuto il 9 giugno e nel 2019 l'8 giugno. Nel 2022, per marcare il Giubileo di platino della regina, si è tenuto il 2 giugno.
Trooping the Colour consente alle truppe della divisione Household di rendere un tributo personale al sovrano con grande pompa e sfarzo. La folla, lungo il percorso e nel St. James's Park, ascolta la musica eseguita da gruppi sia in massa che a cavallo.
La regina Elisabetta II ha partecipato al Trooping the Colour in ogni anno del suo regno, tranne nel 1955, quando l'evento è stato annullato a causa di uno sciopero delle ferrovie nazionali. Nel 2020 e nel 2021 si è svolta una cerimonia modificata al Castello di Windsor a causa della pandemia di COVID-19.  Dalla sua incoronazione fino al 1987, la regina ha presenziato alla cerimonia a cavallo, e ha utilizzato una carrozza per il resto del suo regno. Il 13 giugno 1981, lei e il suo cavallo furono spaventati da un giovane disoccupato, Marcus Sarjeant, che sparò sei colpi a salve da un revolver.
Negli anni trascorsi a cavallo, Sua Maestà, come colonnello in capo, indossava una berretta e un'uniforme del reggimento delle guardie, con le medaglie che le furono assegnate prima di diventare regina (Ordine della Corona dell'India; Medaglia della Difesa; Medaglia della Guerra 1939-1945; Medaglia d'argento del giubileo del re Giorgio V; Medaglia dell'incoronazione del re Giorgio VI; Decorazione delle forze canadesi) e il nastro e la stella dell'Ordine della Giarrettiera, o dell'Ordine del Cardo, a seconda del reggimento che si stava schierando dal suo colore. Dal 1987 fino al 2022 non indossava l'uniforme, ma indossava il distintivo della Brigade of Guards, una grande spilla che rappresenta i diversi reggimenti partecipanti (Grenadier Guards, Coldstream Guards, Welsh Guards, Irish Guards e Scots Guards).
Per il suo 80º compleanno nel 2006 fu organizzata una grande parata aerea di 40 unità pilotate dal Battle of Britain Memorial Flight e culminato con le Frecce Rosse. Fu seguita dal primo feu de joie ("fuoco di gioia") sparato in sua presenza durante il suo regno; un secondo è stato acceso durante le celebrazioni del Giubileo di diamante del 2012. Nel 2008 una parata di 55 aerei ha commemorato il 90º anniversario della RAF.
Il re Carlo III, per la prima cerimonia del suo regno nel 2023, ha rivissuto il costume d'essere presente a cavallo e in uniforme. Una grande parata di 68 aerei, compreso un gruppo che volava nella forma delle iniziali del re, CR, ha segnato la fine della cerimonia. La parata era stata pianificata originalmente per la sua incoronazione il mese precedente, ma fu annullata a causa del maltempo e delle nuvole basse.

## Comandi cerimoniali e movimenti delle truppe
L'intera parata è supervisionata dal Field Officer in Brigade Waiting (a volte abbreviato in "Field Officer"), con l'assistenza del Brigade Major e dell'Aiutante, tutti a cavallo, e affiancato dal London District Garrison Sergeant Major, che è smontato e coordina gli atti della cerimonia.

### Arrivo del sovrano
Prima del sovrano, i membri anziani della famiglia reale, presenti ma non in parata, arrivano in barouches per assistere alla cerimonia da una finestra centrale del primo piano nell'ex ufficio del Duca di Wellington nell'Horse Guards Building. Questa processione gira al Memoriale delle Guardie e la Guardia n. 3 scioglie i ranghi per consentire il passaggio delle loro carrozze. Preceduta dalla Sovereign's Escort, il re (colonnello in capo) parte da Buckingham Palace lungo il Mall, in carrozza.  Direttamente dietro il re nella processione reale cavalcano i colonnelli reali: il principe di Galles (guardie gallesi), il duca di Kent (guardie scozzesi), la principessa reale (blues e reali), il duca di York (guardie granatiere), e il duca di Cambridge (guardie irlandesi), seguiti dai colonnelli non reali dei reggimenti (quelli delle guardie Coldstream e delle guardie della vita). Altri ufficiali della Household Division e della Royal Householdseguono, il tutto montato, tra cui il maestro di cavalleria, il maggior generale comandante della divisione Household con il suo capo di stato maggiore e aiutante di campo, argento Stick -in-attesa, le regimental aiutanti di campo e un certo numero di scudieri del re.
Quando la carrozza arriva a Horse Guards Parade, il Royal Standard è pronto per essere rilasciato e fatto volare dal tetto di Horse Guards. Mentre la carrozza passa dietro il colore alla truppa, il capo cocchiere, frusta in mano, le rende gli onori. Il Re scende alla base del saluto per iniziare le cerimonie.
L'ufficiale di campo inizia la parata con il comando: "Guardie - Saluto reale - Armi presenti!" e l'inno nazionale è suonato dalle Foot Guards Massed Bands della Household Division, guidate dal Senior Director of Music della Household Division. Contemporaneamente, il Royal Standard viene rilasciato e vola dal pennone delle Guardie a Cavallo. Questa tradizione è stata interrotta nella parata del 2015, poiché il saluto e la riproduzione dell'inno nazionale sono avvenuti mentre la regina Elisabetta II si avvicinava alla base del saluto insieme al Duca di Edimburgo, mentre il Royal Standard veniva rilasciato allo stesso tempo.

## Galleria d'immagini

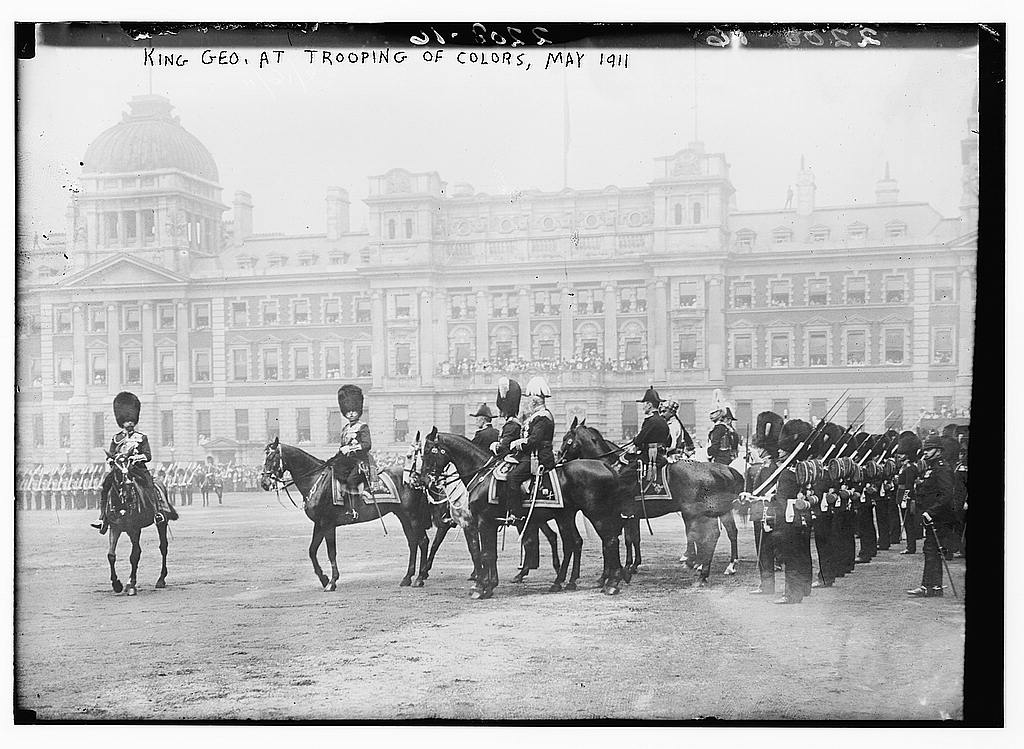
Immagini della parata del 1911, all'epoca del regno di Giorgio V
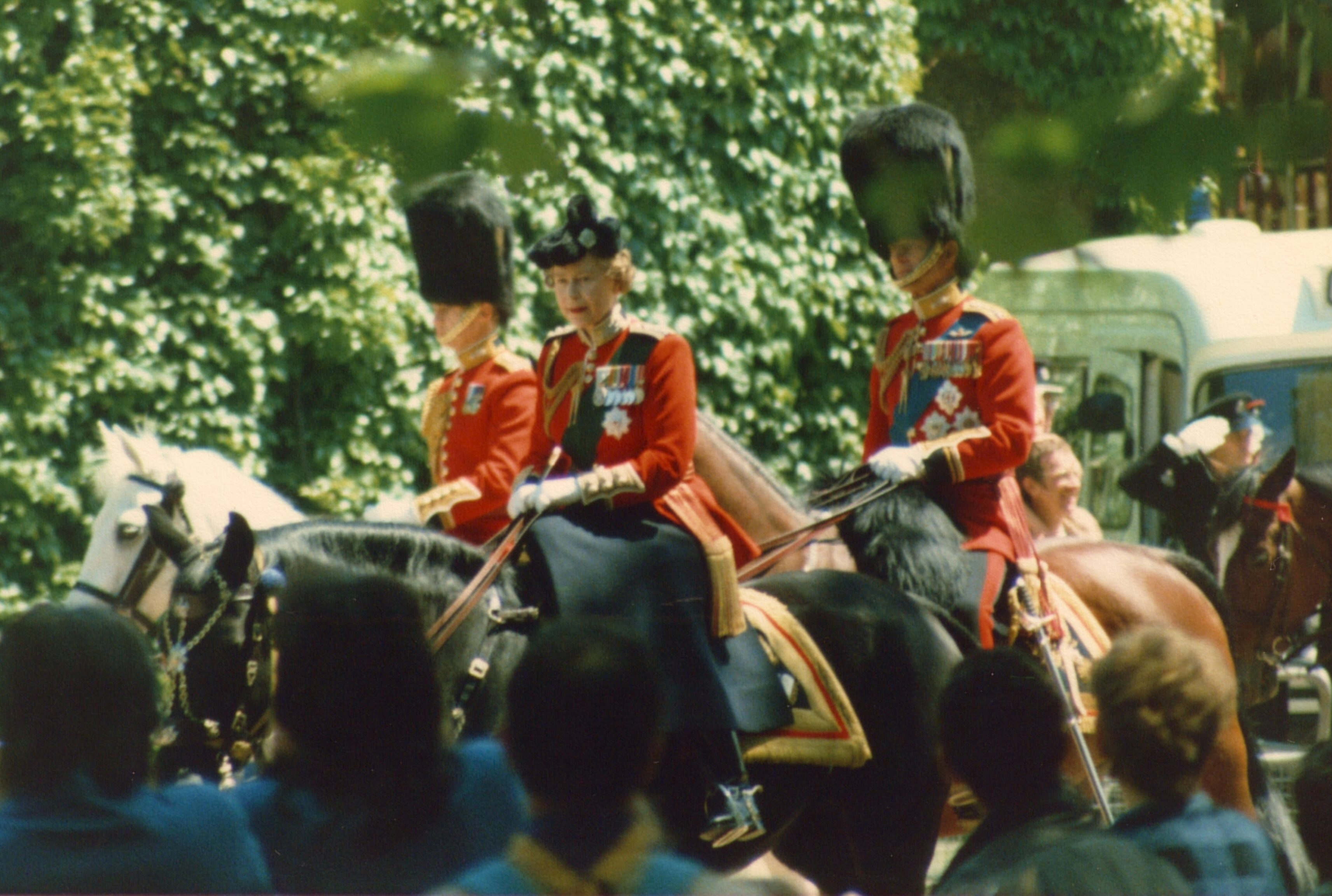
La regina Elisabetta II sulla sua cavalla Burmese alla parata del 1986, l'ultima volta che ha partecipato alla cerimonia a cavallo
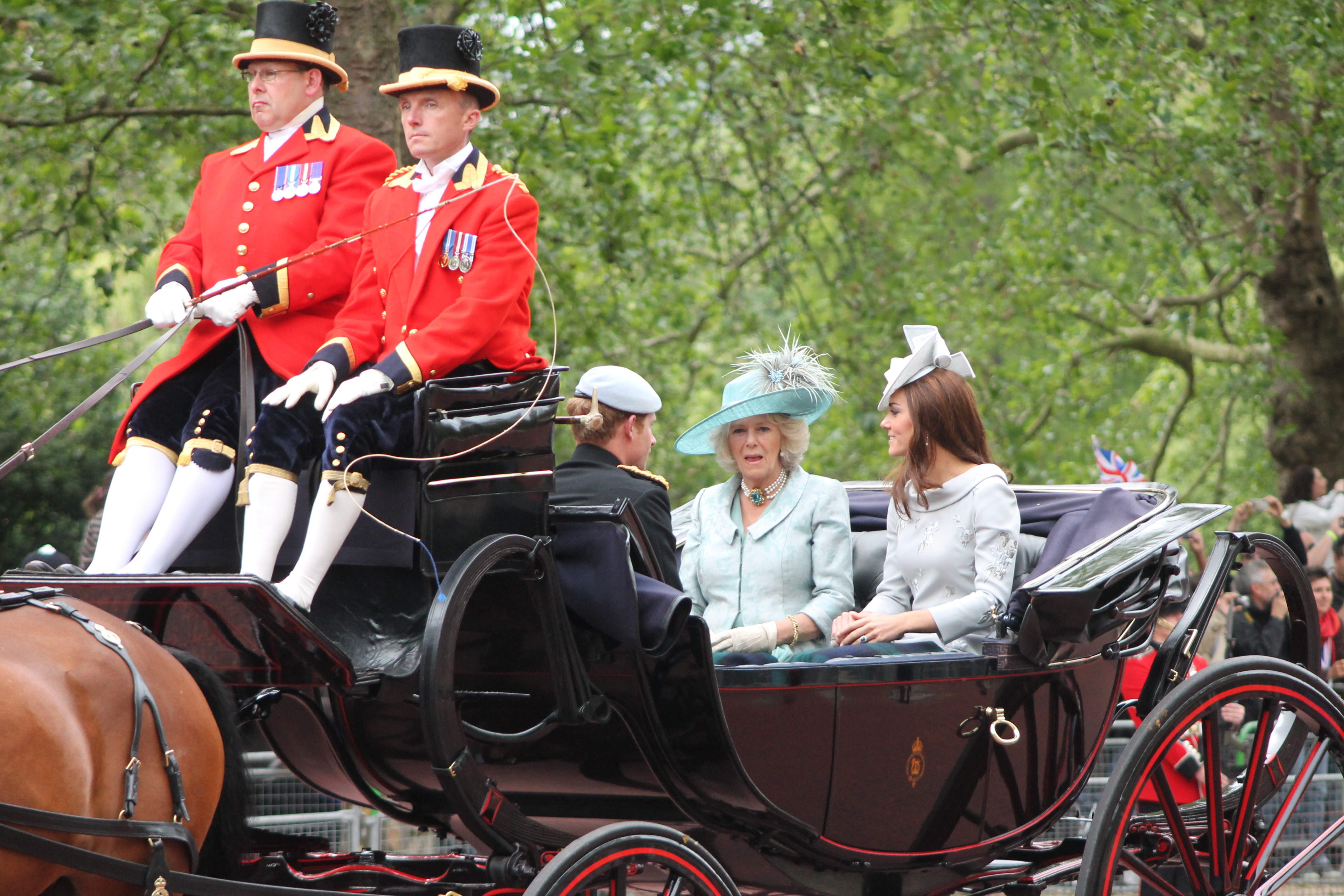
La carrozza con le duchesse Camilla e Catherine e il principe Harry, il 16 giugno 2012
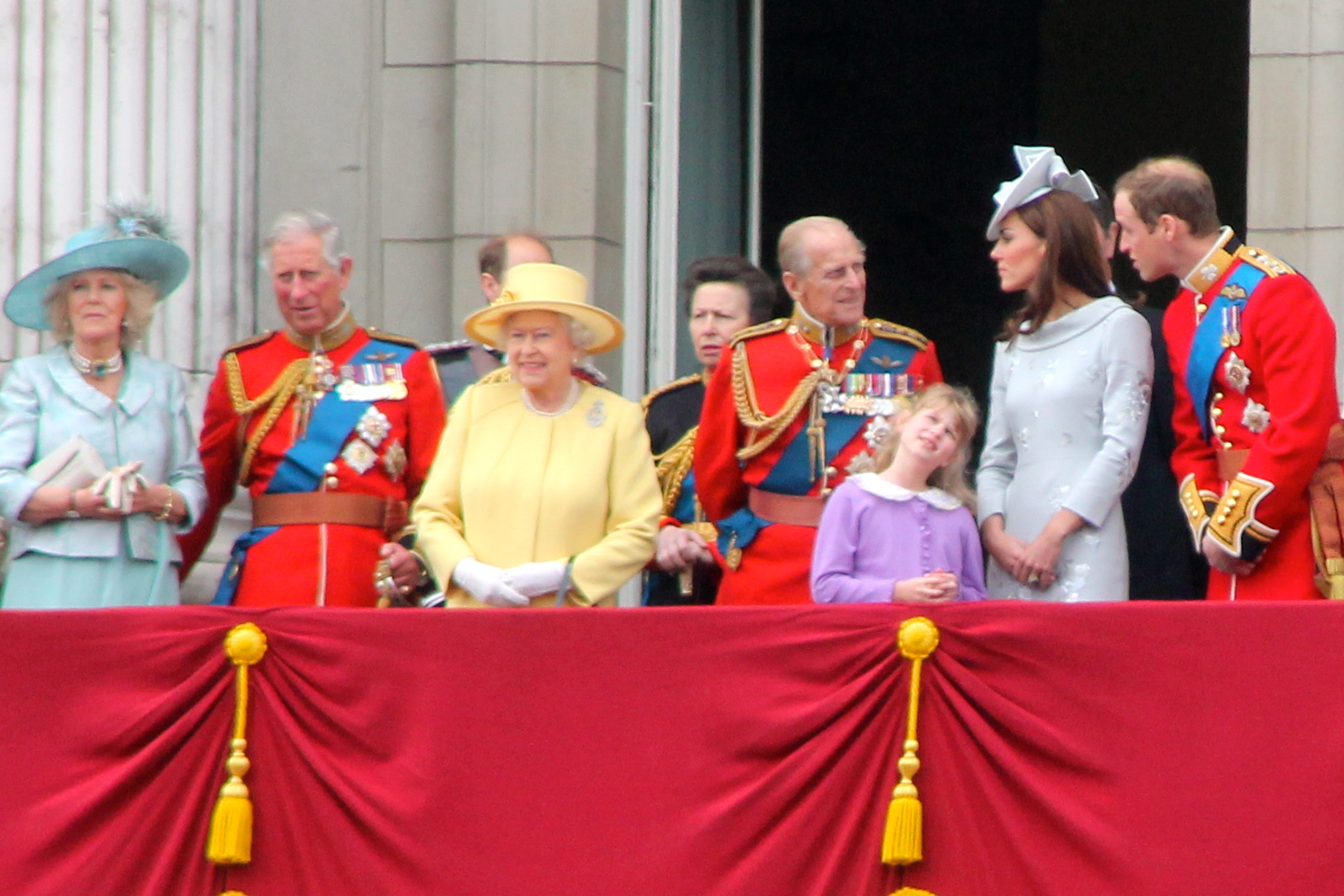
La famiglia reale sulla balconata di Buckingham Palace durante il Trooping the Colour del 2012, celebrato durante il Giubileo di diamante di Elisabetta II
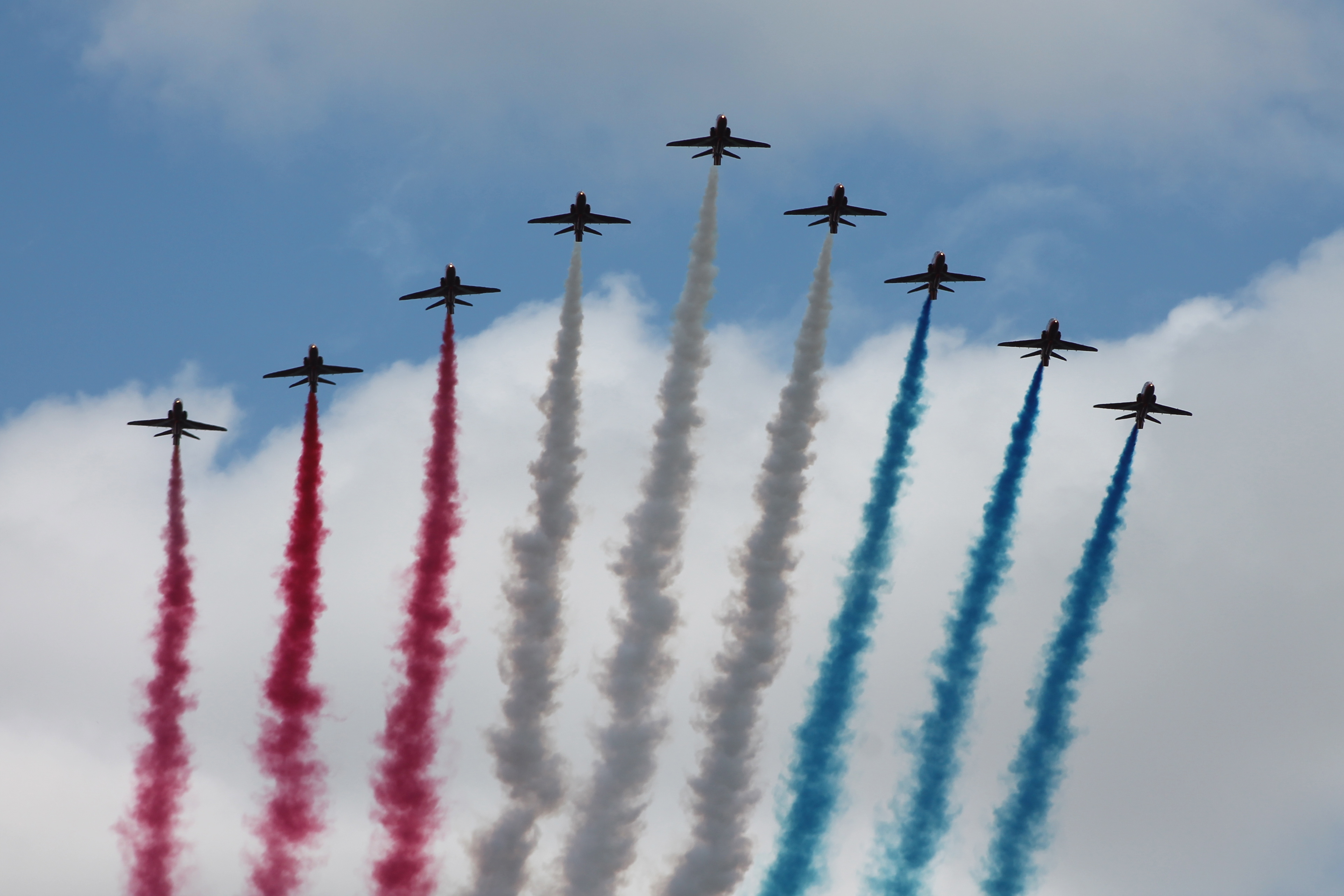
Le Red Arrows alla parata del 2013
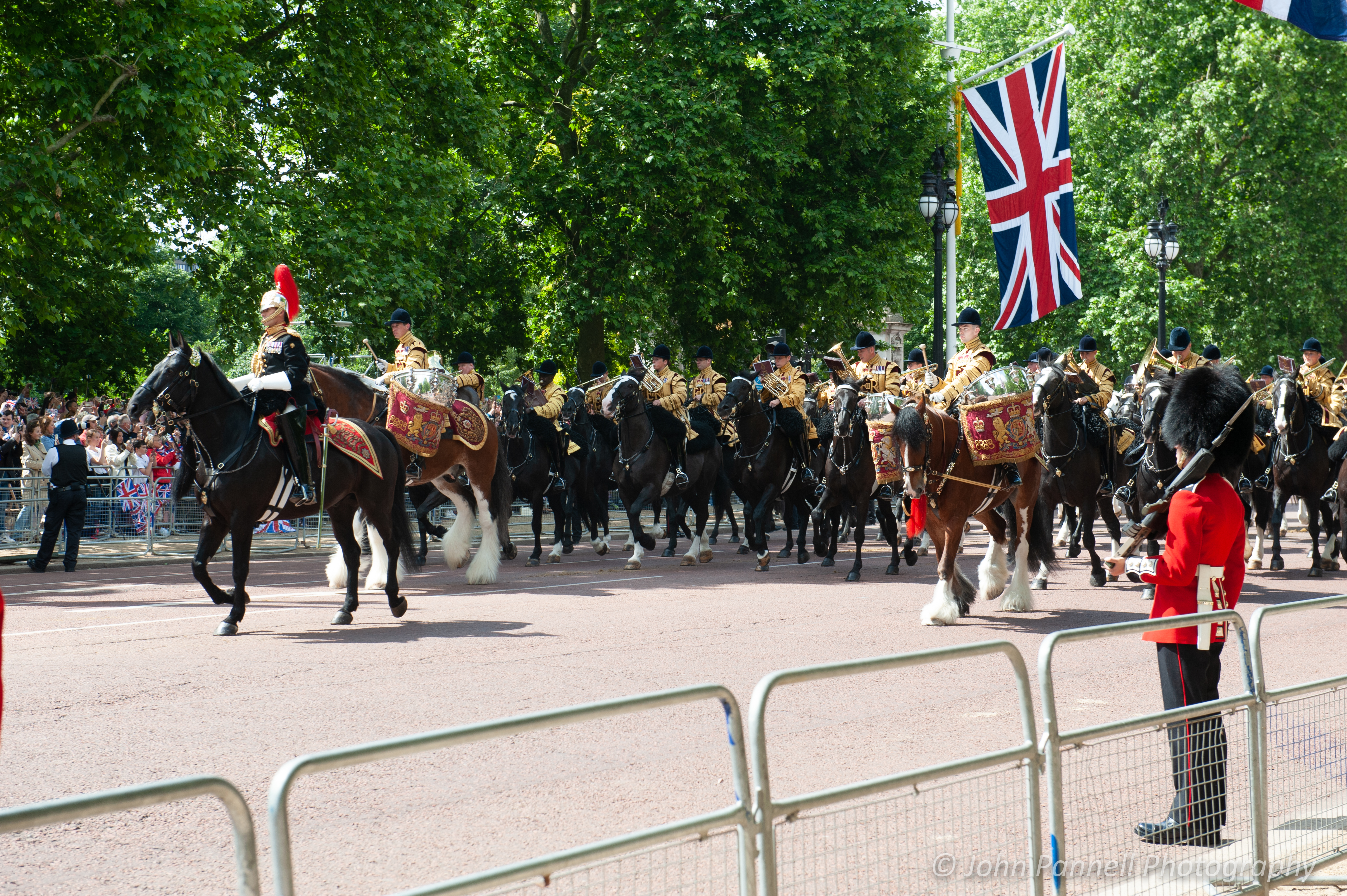
La parata del 2022, celebrata nell'ambito del Giubileo di platino di Elisabetta II
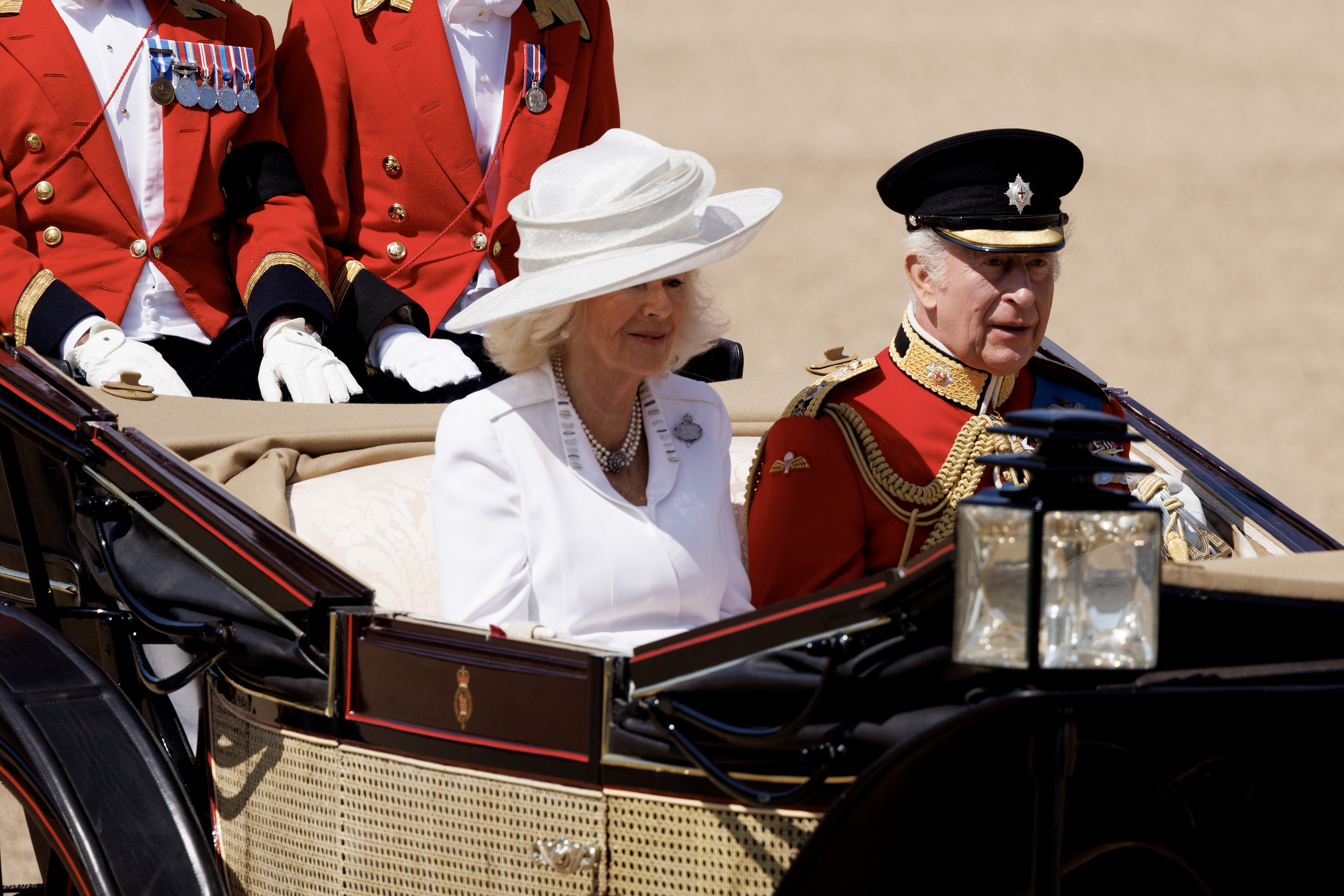
La regina Camilla e re Carlo III alla parata del 2025